# Гай Касий Лонгин (консул 124 пр.н.е.)
Вижте пояснителната страница за други личности с името Гай Касий Лонгин.
Гай Касий Лонгин (на латински: Gaius Cassius Longinus) е политик на Римската Република през 2 век пр.н.е.
Той е син на Гай Касий Лонгин (консул 171 пр.н.е.).
През 124 пр.н.е. Лонгин е избран за консул заедно с Гай Секстий Калвин. Той води война против Битуит цар на арверните.